# Desa Uluwae (administrativ by i Indonesien, lat -8,69, long 120,90)
Desa Uluwae är en administrativ by i Indonesien.   Den ligger i provinsen Nusa Tenggara Timur, i den centrala delen av landet, 1 600 km öster om huvudstaden Jakarta.